# Ovanjska
Ovanjska (cyr. Овањска) – wieś w Bośni i Hercegowinie, w Republice Serbskiej, w gminie Oštra Luka. W 2013 roku liczyła 37 mieszkańców.